# Myanmarops damgaardi
Myanmarops damgaardi (лат.) — ископаемый вид жуков-зерновок (Bruchidae) (или Bruchinae в составе Chrysomelidae), единственный в составе рода Myanmarops. Мьянма (бирманский  янтарь), меловой период, возраст находки около 100 млн лет. Древнейший вид зерновок.

## Описание
Жуки-зерновки мелкого размера. Длина тела 3,3 мм. Голова прогнатическая, голени сравнительно узкие и без килей. От всех других представителей зерновок отличается тем, что все голени несут по две шпоры, на лапках простые коготки и развиты полусферические прококсы.

## Классификация
Вид был впервые описан в 2020 году палеоэнтомологами Андреем Легаловым (Институт систематики и экологии животных СО РАН, Новосибирск, Россия), Александром Кирейчуком и Борисом Анохиным (Зоологический институт РАН, Санкт-Петербург). Родовое название Myanmarops происходит от имени страны происхождения бирманского янтаря (Мьянма). Видовое название damgaardi дано в честь Андерса Дамгора (Anders Damgaard) из Копенгагена, коллекционера янтаря, дарившего его научным музеям для исследований. Вид выделен в отдельный монотипический род Myanmarops и новую трибу Myanmaropini trib. nov., так как отличается от прочих триб и подсемейств. Myanmarops damgaardi это один из древнейших видов семейства (первая находка Chrysomelidae в бирманском янтаре) и древнейший вид зерновок.